# Ponte San Lorenzo
El Ponte San Lorenzo es un antiguo puente romano que cruza el curso del río Bacchiglione a su altura por Padua (Italia). Construido entre los años 47 a. C. y 30 a. C., es uno de los primeros puentes de arco rebajado del mundo y destaca por la esbeltez de sus pilares, insuperable en la antigüedad.

## Localización
El Ponte San Lorenzo era uno de los cuatro puentes romanos de la antigua Padua que cruzaban el Medoacus (el actual Bacchiglione). Situado en la Via San Francesco, el puente de tres arcos está hoy en día en su mayor parte enmarcado por los edificios circundantes, que se han acercado al río a lo largo de los siglos. Sólo su arco oriental, que salva el restringido cauce de agua, fue ampliamente visible hasta mediados del siglo XX, cuando también desapareció de la vista al rellenarse el canal restante hasta la calle Riviera del Ponti Romani. Los arcos intactos del puente siguen existiendo por debajo del nivel de la calle y pueden ser visitados en horarios fijos por el público. Los movimientos de tierra de 1773 y 1938, durante los cuales se excavaron temporalmente partes del puente, se utilizaron para investigaciones arqueológicas.
Otros dos puentes romanos de Padua están obstruidos a la vista, el Ponte Corbo, también situado en la Via San Francesco, y el Ponte Altinate, completamente inaccesible, en la Via Altinate. Ambos puentes también se apoyan en arcos segmentados, al igual que el Puente Molino, situado en la superficie. El quinto puente romano de la ciudad es el Ponte San Matteo, cerca de la iglesia del mismo nombre.

## Construcción
El puente tiene una longitud de 53,30 metros por 8,35 metros de anchura. La fecha de su construcción está fijada por una inscripción del puente entre los años 47 a. C. y 30 a. C. El puente es de especial importancia en la historia de la tecnología antigua por sus arcos aplanados y sus esbeltas pilas. Sus tres arcos tienen una luz de 12,8 m, 14,4 m y 12,5 m, siendo la luz 3,7 veces la elevación, describiendo así un segmento de círculo de 113°. El perfil de la estructura difiere así considerablemente del típico arco de puente semicircular romano con su valor de 180°.
El grosor de los pilares de los puentes romanos varía entre la mitad y la quinta parte de la luz. Las pilas pequeñas ofrecen menos resistencia al flujo de agua, reduciendo así el riesgo de socavación de los cimientos. Por otra parte, todos los pilares deben ser lo suficientemente resistentes como para alojar dos costillas de arco. El grosor de los pilares del Ponte San Lorenzo mide sólo 1,72 m, lo que corresponde a no más de un octavo de la luz del vano central, un valor que no se volverá a alcanzar hasta la Alta Edad Media.